# 옥스퍼드셔주

옥스퍼드셔주의 위치

옥스퍼드셔주(Oxfordshire)는 영국 잉글랜드의 남동부에 자리한 주로, 2,605km2, 인구는 654,800명(2014년 기준), 인구 밀도는 251명/km2이다. 북서쪽으로는 워릭셔주, 북동쪽으로는 노샘프턴셔주, 동쪽으로는 버킹엄셔주, 남쪽으로는 버크셔주, 남서쪽으로는 윌트셔주, 서쪽으로는 글로스터셔주와 접한다.
옥스퍼드셔 주는 교육과 관광업이 주를 이루고 있고, 모터스포츠 기업과 시설이 집중된 지역으로도 잘 알려져 있다. 옥스퍼드 대학교 출판부는 세계 최대의 인쇄 출판소 중 하나로 한때 옥스퍼드 영어사전을 발행한 곳으로도 유명하며, 옥스퍼드 대학교는 현지 생명공학 기업단지와 연계 관계를 이루고 있다.
옥스퍼드셔 주에서 가장 큰 도시는 옥스퍼드이다. 이밖에도 옥스퍼드 북쪽으로는 밴버리, 비스터, 키들링턴, 치핑노턴이, 서쪽으로는 카터턴, 위트니가, 동쪽으로는 테임, 치너가, 남쪽으로는 애빙턴, 원티지, 디드콧, 월링퍼드, 헨리온템스 등의 도시가 있다. 템스 강 남쪽의 베일오브화이트호스와 사우스옥스퍼드셔는 역사적으로 버크셔의 영역에 해당됐다.
옥스퍼드셔주의 우드스톡은 윈스톤 처칠의 고향이다.

## 역사

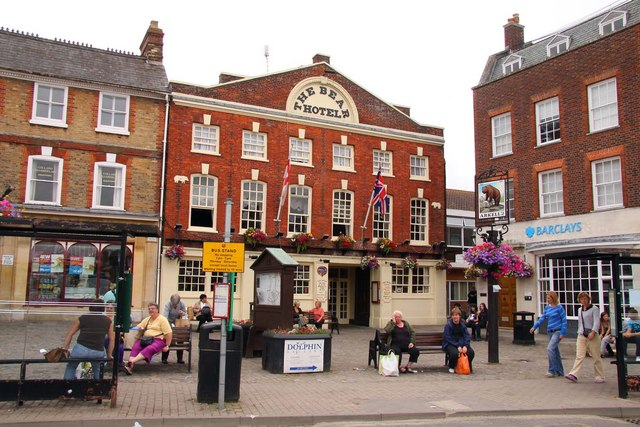
완티지 마켓 플레이스

옥스퍼드셔가 하나의 주로서 문헌상에 기록되기 시작한 것은 10세기 초부터이다. 당시 남쪽으로는 템스강, 서쪽으로는 코츠월즈, 동쪽으로는 칠턴스, 북쪽으로는 미들랜즈를 마주하는 지역이며, 북으로는 밴베리까지, 남으로는 헨리온템즈까지 뻗어 있다고 되어 있다. 한편 예로부터 옥스퍼드셔는 총 열네 개의 촌락 (헌드레드)로 나뉘었는데 각각 뱀턴, 밴베리, 빈필드, 블록셤, 불링던, 차딩턴, 동커스터, 이웰, 랭트리, 루크너, 피어톤, 플러글리, 테임, 우튼이라고 불렀다.
옥스퍼드셔는 중심부에 비옥한 농업지대가 자리해 있기 때문에 역사적으로 중요한 지역으로 취급받아왔다. 고대 로마인들은 별볼일 없는 땅이라고 생각했으나 중세부터 그 중요성이 증가하면서 8세기부터는 지금의 옥스퍼드 자리에 마을이 형성되기 시작하였다. 훗날 잉글랜드를 통일한 앨프레드 대왕이 옥스퍼드셔의 원티지 부근의 템스 강변에서 태어나기도 하였다. 1096년에는 세계 최초의 대학 중 하나인 옥스퍼드 대학교가 설립되었지만 처음부터 대학교의 모습을 지니지는 않았다. 옥스퍼드셔의 주도시에 자리하게 된 이 대학은 중세와 근대 초를 거치며 그 지위를 높여갔다. 한편 13세기부터는 코츠월즈 구릉지대의 한 지역으로서 양털 무역이 횡행했고 큰 부를 창출해내었는데, 특히 옥스퍼드셔 내 코츠월즈 지대의 서쪽 지역이 이 분야에서 이름났다.
1912년에는 모리스 모터스가 설립되어 농업 일색이던 이 지역 경제에 중공업을 도입하는 계기가 되었다. 이후 농업은 20세기를 거치며 중요도가 급격히 추락하게 되었으며, 오늘날에는 기계산업의 비중이 높아 전체 인구 중 농업 종사자는 1%도 채 되지 않는다. 그럼에도 불구하고 옥스퍼드셔의 농토 면적비율은 여전히 큰 상태로 남아 있으며, 이웃의 버크셔와 버킹엄셔가 농업인구가 더 많은데도 불구하고 농토는 옥스퍼드셔보다 적을 정도이다.
한편 템스 강 남부에 자리한 베일오브화이트호스 구와 사우스옥스퍼드셔 구 일부는 역사적으로 버크셔주의 일부였으나 1974년 옥스퍼드셔 주에 편입되었다. 반대로 예로부터 옥스퍼드셔에 해당됐던 레딩의 케이버셤 구역은 버크셔 주에 속해 있으며, 스토큰처치 교구 역시 지금은 버킹엄셔 주에 속해 있다.

## 정치
옥스퍼드셔의 입법부이자 지방 행정부인 옥스퍼드셔 주의회는 옥스퍼드셔의 학교, 주립 도로, 사회복지 분야를 맡고 있으며, 현재 원내 제1당은 보수당-무소속 연합이다. 옥스퍼드셔 주는 옥스퍼드 구, 처웰 구, 베일오브화이트호스 구, 웨스트옥스퍼드셔 구, 사우스옥스퍼드셔 구의 비도시 자치구 다섯 개로 이루어져 있다. 이들 구는 도시 농촌계획, 쓰레기 수거, 주택 등의 행정을 전담한다.
2016년 유럽연합 탈퇴 국민투표에서 옥스퍼드셔주는 잉글랜드의 주 가운데서는 유일하게 압도적인 표차로 유럽연합 잔류를 선택하였다. 탈퇴 반대표 비율은 전체 57.06%로, 옥스퍼드 시는 70.27%를 기록하였다. 다만 처웰 구는 50.31%라는 근소한 차로 탈퇴 찬성을 택하였다.

## 주요 도시
| - 디드콧 - 밴베리 - 버퍼드 - 비스터 - 아이슬립 - 애빙던 - 옥스퍼드 - 와틀링턴 - 완티지 - 우드스톡 | - 월링퍼드 - 위트니 - 찰베리 - 치너 - 치핑노턴 - 카터턴 - 키들링턴 - 템 - 파링던 - 헨리온템스 |

## 관광
- 블레넘 궁전